# Can Coll (Maçanet de Cabrenys)
Can Coll és un mas aïllat situat al veïnat de la Font del Coll al nucli de Maçanet de Cabrenys (l'Alt Empordà). Està protegit com a bé cultural d'interès local.
És un edifici de planta rectangular orientat a migdia amb planta baixa i dues plantes pis. La façana principal manté el paredat original, mentre que les laterals han estat arremolinades. Totes les obertures estan emmarcades amb pedres ben tallades. L'accés al primer pis es fa a través d'una escala exterior que es troba al centre de la façana. Posteriorment a la façana de migdia i a la meitat de llevant es va construir una eixida i escala exterior. La coberta és a dues aigües.